# Kainuu

Kainuu fekvése Finnországon belül

Kainuu régió címere

Kainuu régió (finnül Kainuu, svédül Kajanaland) közigazgatási egység Finnország északkeleti részén. Észak-Pohjanmaa, Észak-Karélia, Észak-Szavónia és keletről Oroszország határolja. Kainuu az ősi norvég sagákban Kvenland néven szerepel. 
Kainuu régióban mintegy 85.000-en laknak a 2006-os adatok szerint. Kainuu régió 95%-át hatalmas kiterjedésű, háborítatlan erdőségek borítják. Éghajlata kontinentális. Területe 24452,85 km².  A népsűrűség 3,4 fő/km². Közigazgatási központja Kajaani.
A vidék eredeti lakói a lappok (számik) voltak, akik főleg vadászatból és halászatból éltek. A 17. században Per Brahe, Finnország kormányzója elősegítette a vidék népességének növekedését azzal, hogy az itt letelepedőknek tíz évre adómentességet adott. Szükség is volt Kainuu régió betelepítése finn telepesekkel, mivel a vidéket keletről az oroszok veszélyeztették. A telepesek főleg Szavónia régióból érkeztek, mivel az ő nyelvjárásuk nagyon hasonló a kainuui nyelvjáráshoz. Manapság a régió lélekszáma folyamatosan csökken, mivel a hagyományos megélhetési forrás, a mezőgazdaság nem eléggé kifizetődő, így a helyiek inkább elvándorolnak innen.
A régió iparát elsősorban a fakitermelés és az ehhez kapcsolódó iparágak mozgatják. Ugyanakkor a faipar a helyi munkaerőnek csak mintegy 8%-át tudja foglalkoztatni.
A Finn Hadsereg Kainuu dandárja Kajaani mellett található.

## Települések a régióban
Kainuu régióban mindössze kilenc település található:
- Hyrynsalmi
- Kuhmo
- Puolanka
- Suomussalmi
- Kajaani
- Paltamo
- Ristijärvi
- Sotkamo
- Vaala

## Képgaléria

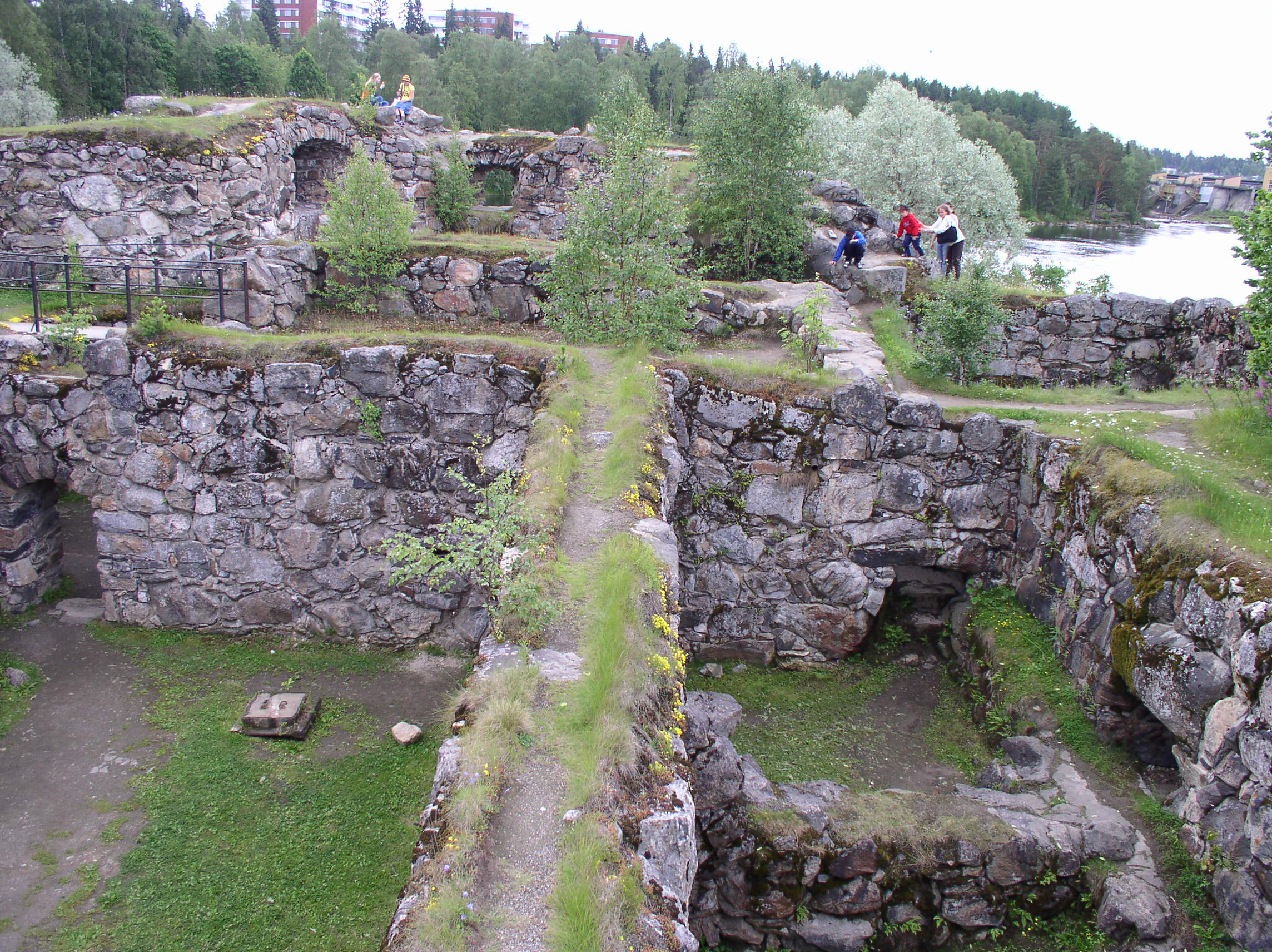
A Kajaani kastély romjai
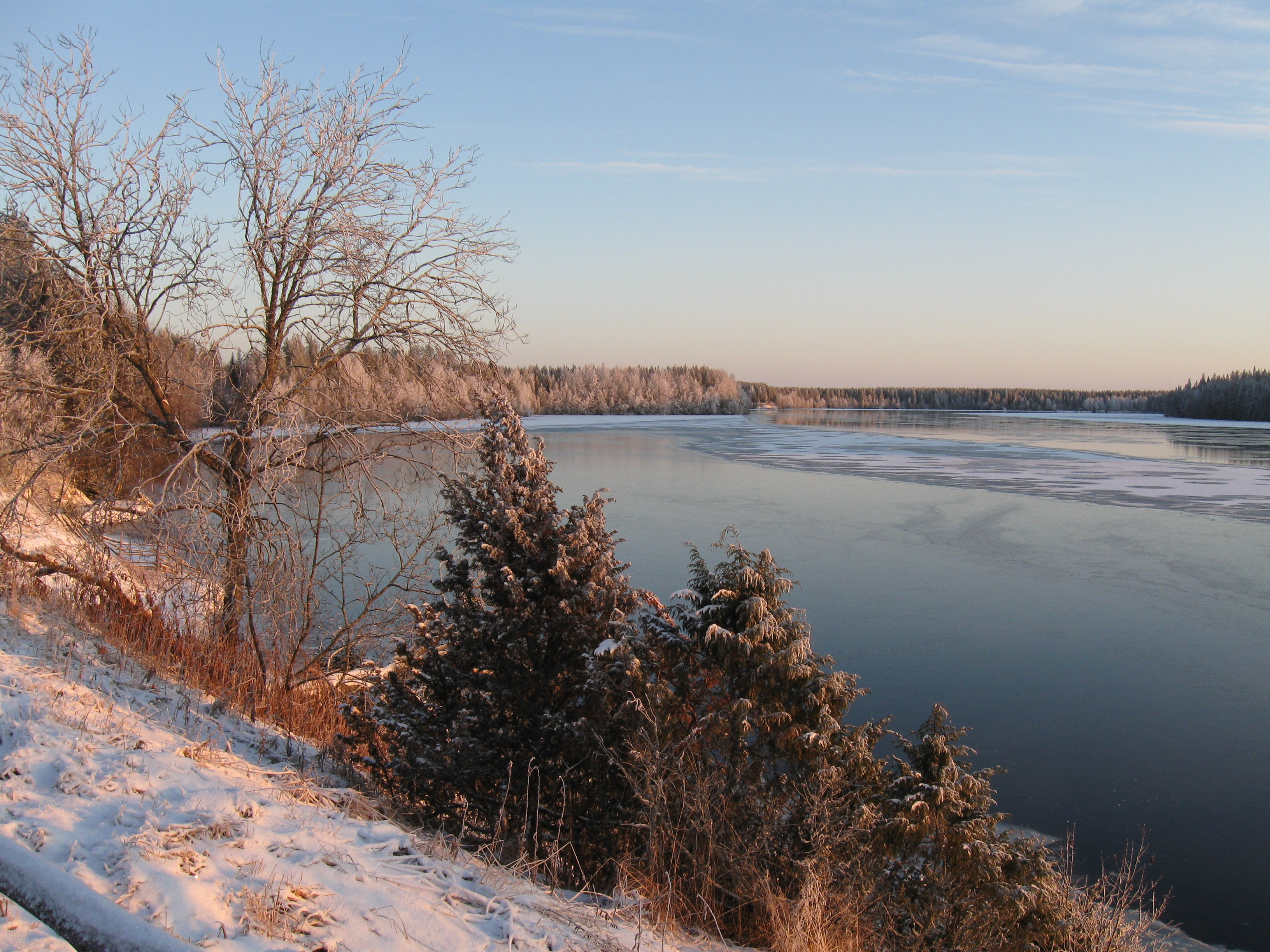
Az Oulujoki-folyó a régió legnagyobb vízfolyása
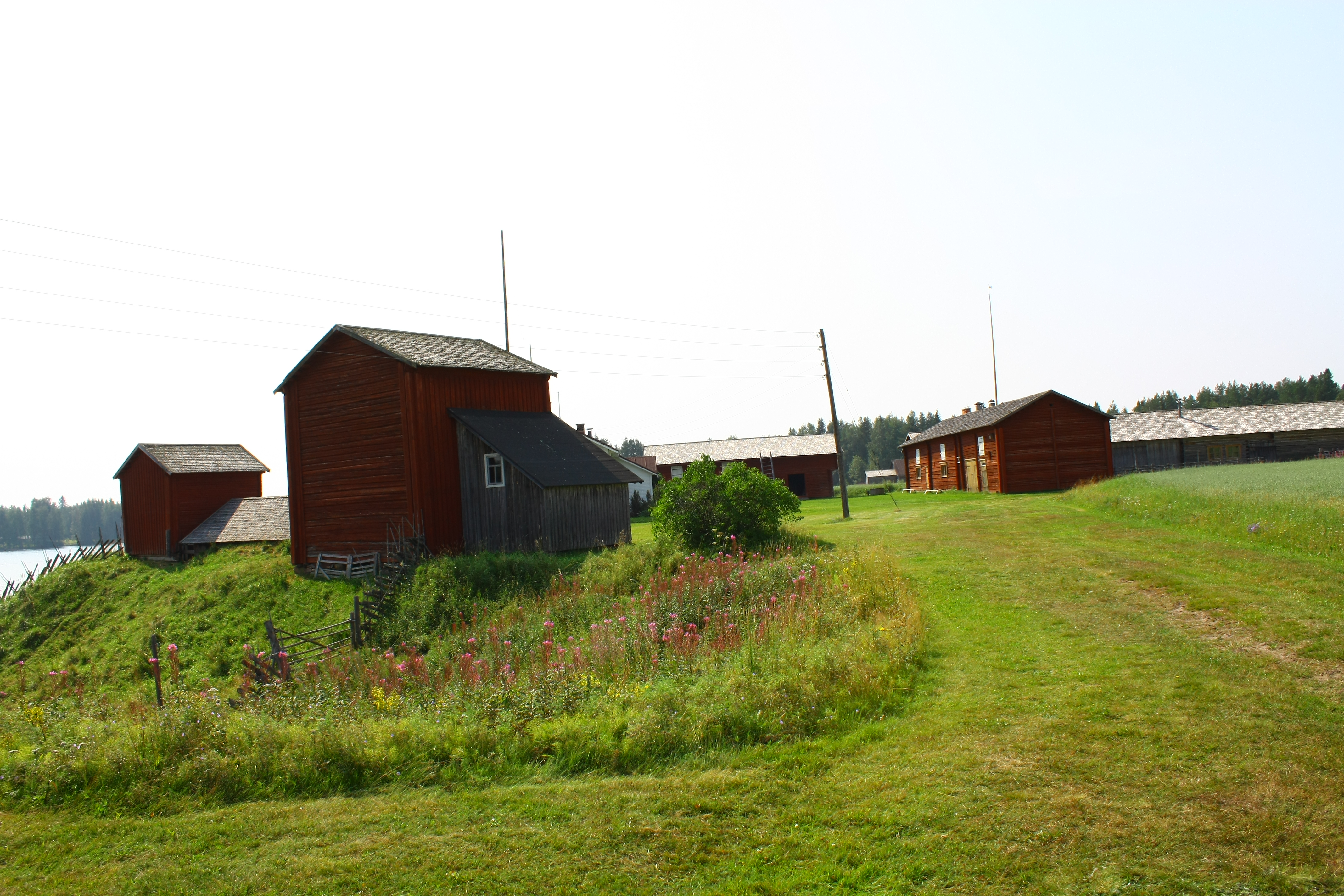
Hagyományos Lamminaho birtok, Vaala
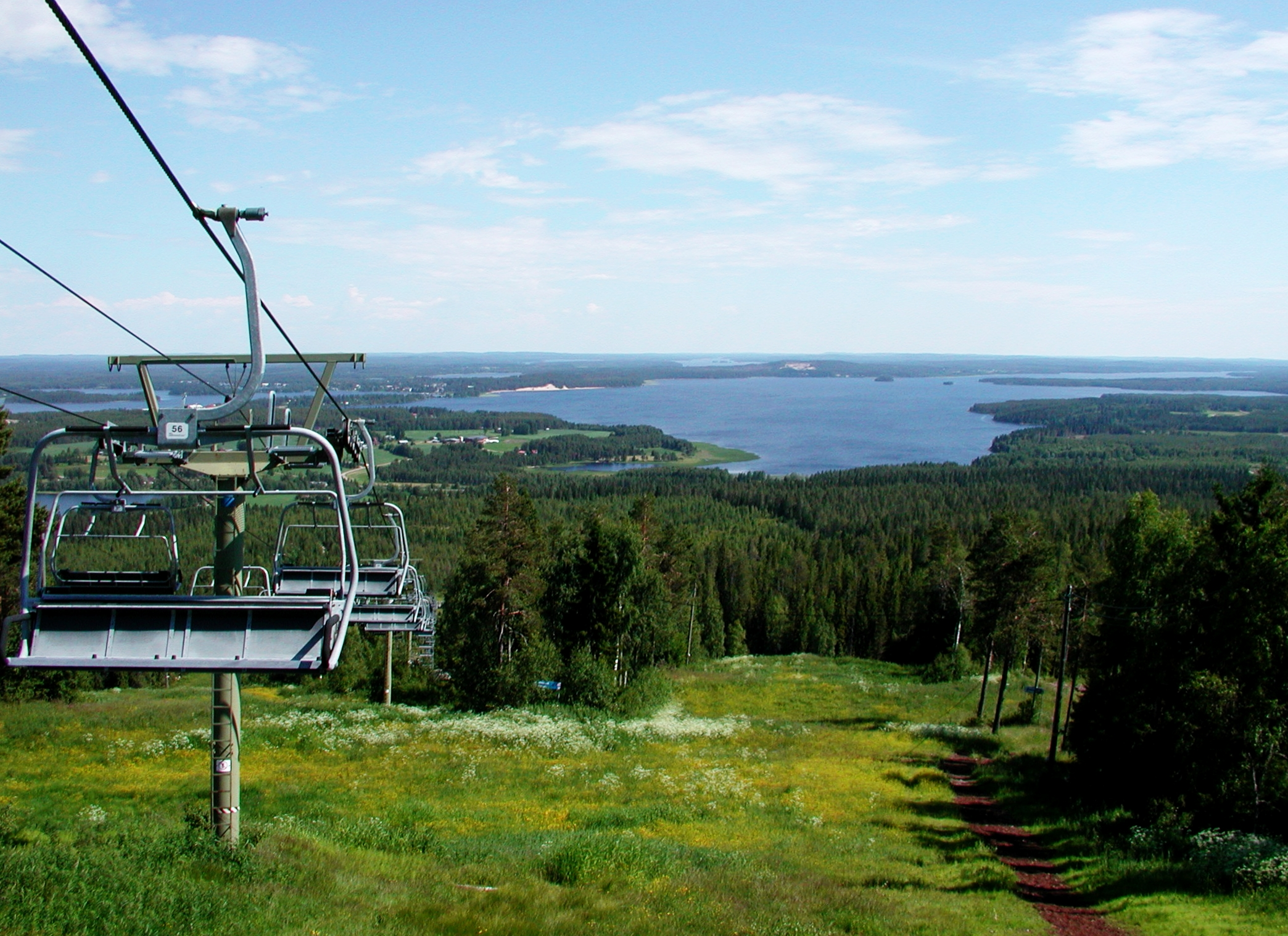
A Nuasjärvi-tó, Sotkamo
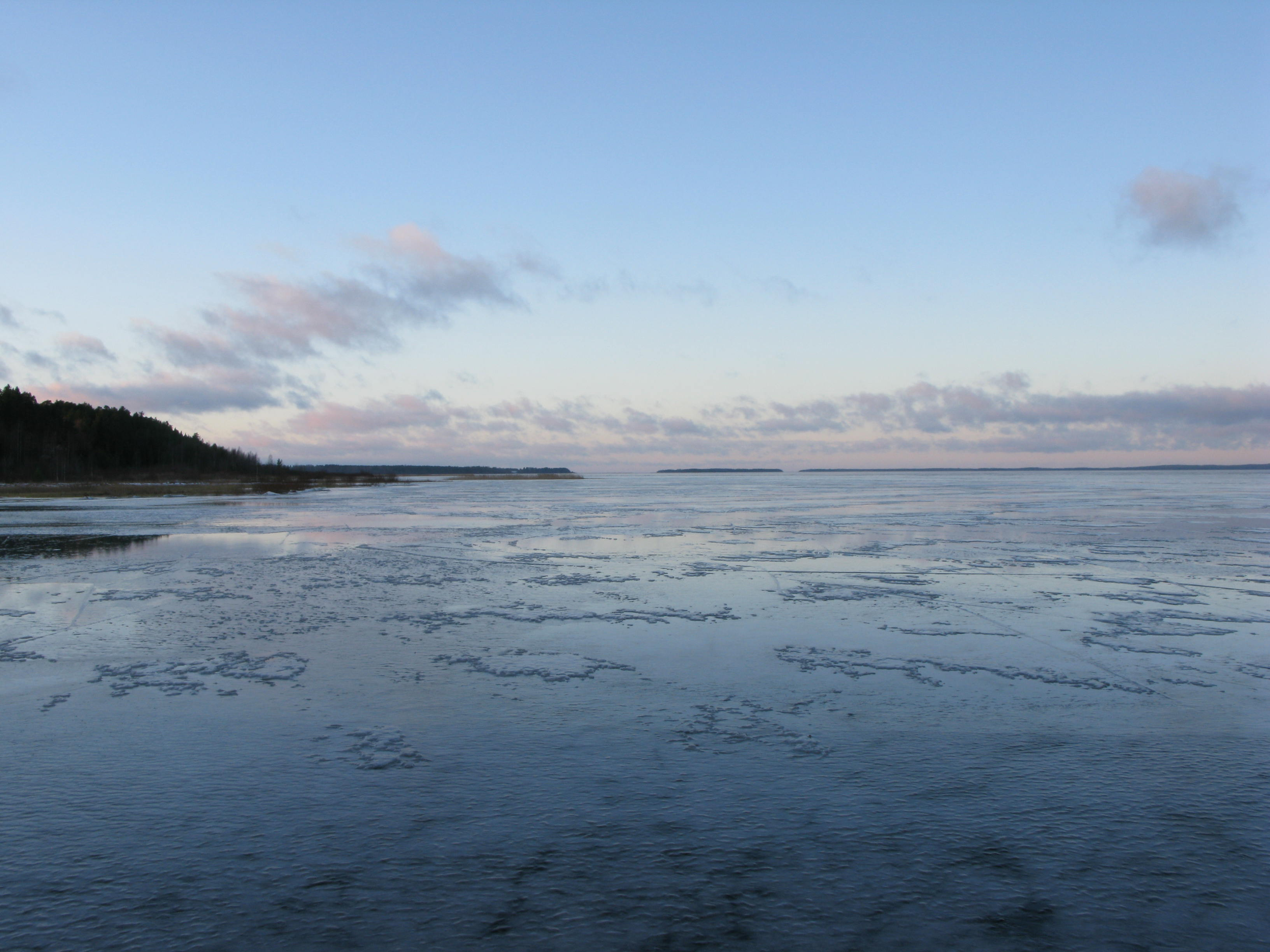
Az Oulujärvi-tó a legnagyobb állóvíz a régióban
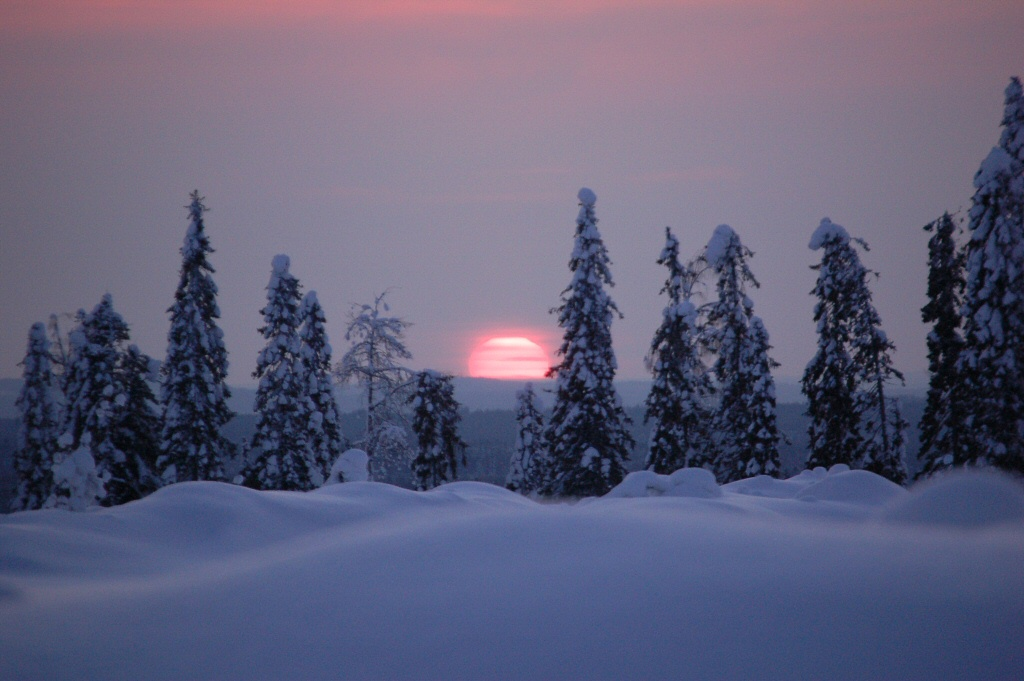
Tipikus tájkép, Paltamo
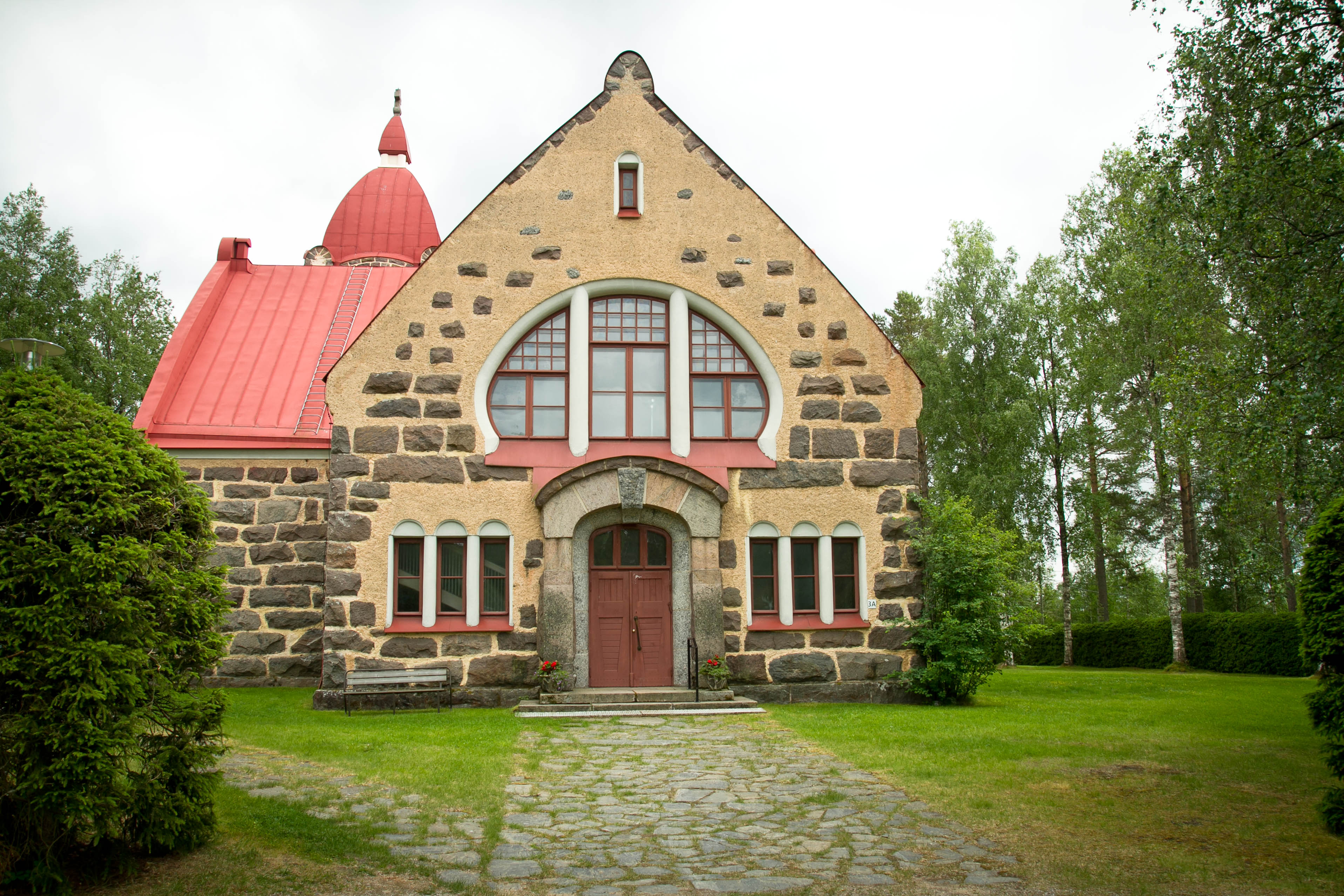
Vuolijoki-templom Jugendstibenl; ez az egyetlen sziklatemplom Kainuuban
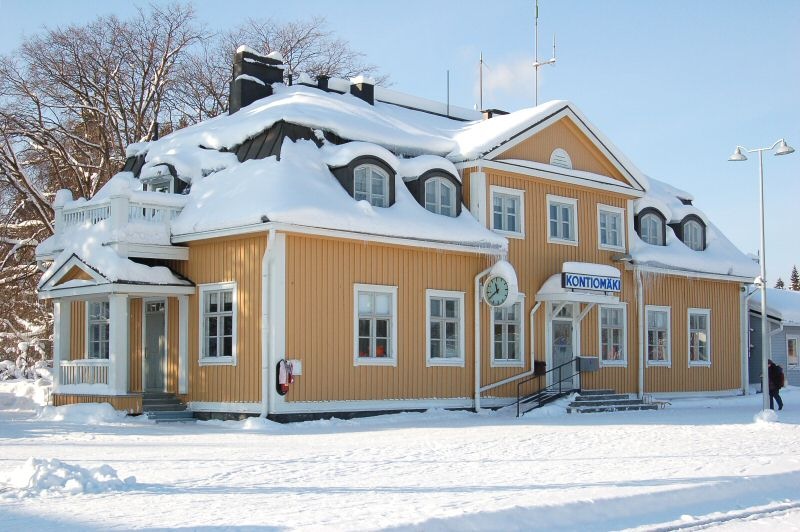
Kontiomäki Vasútállomás, Paltamo
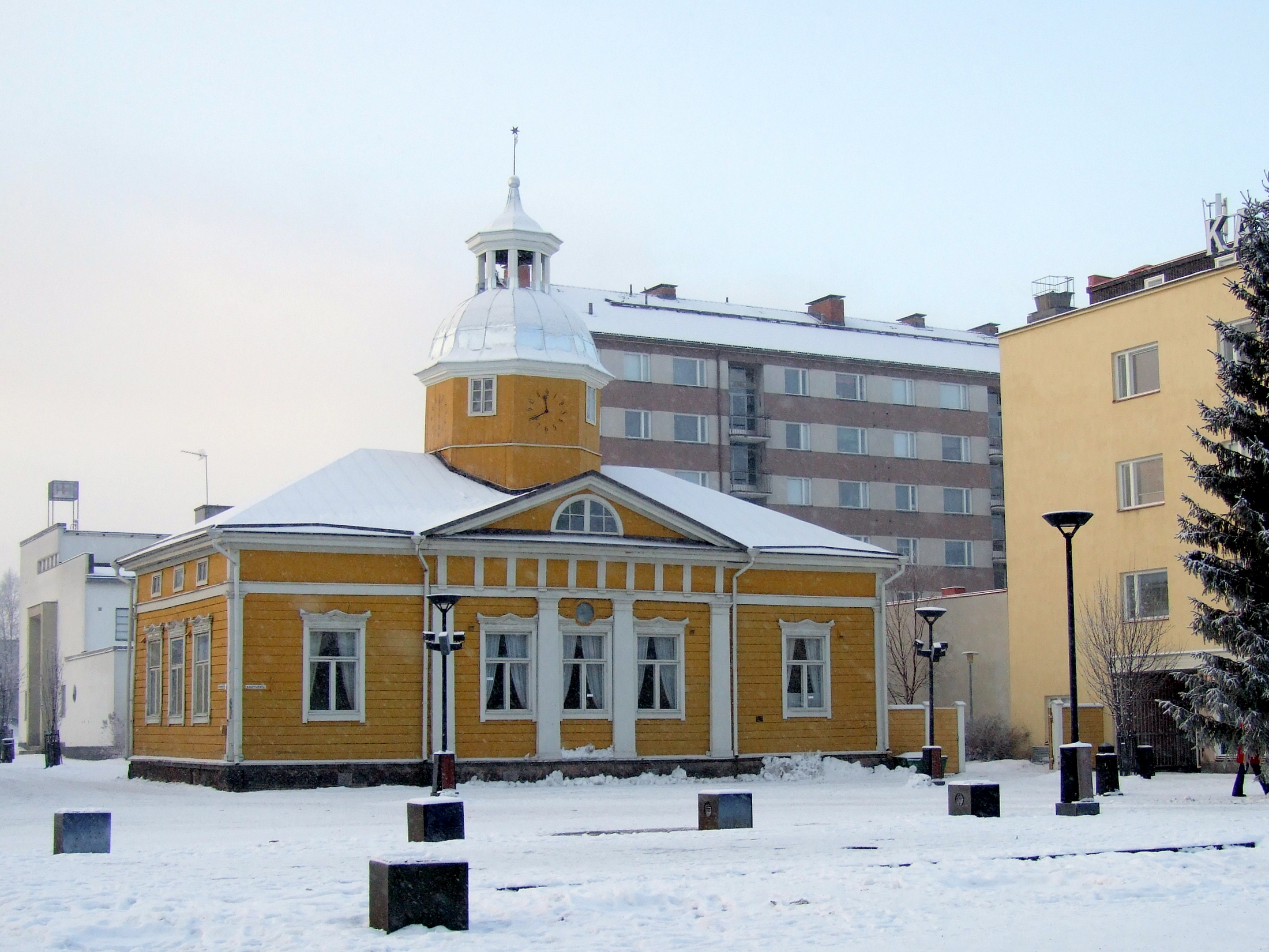
A régi városháza épülete Kajaaniban
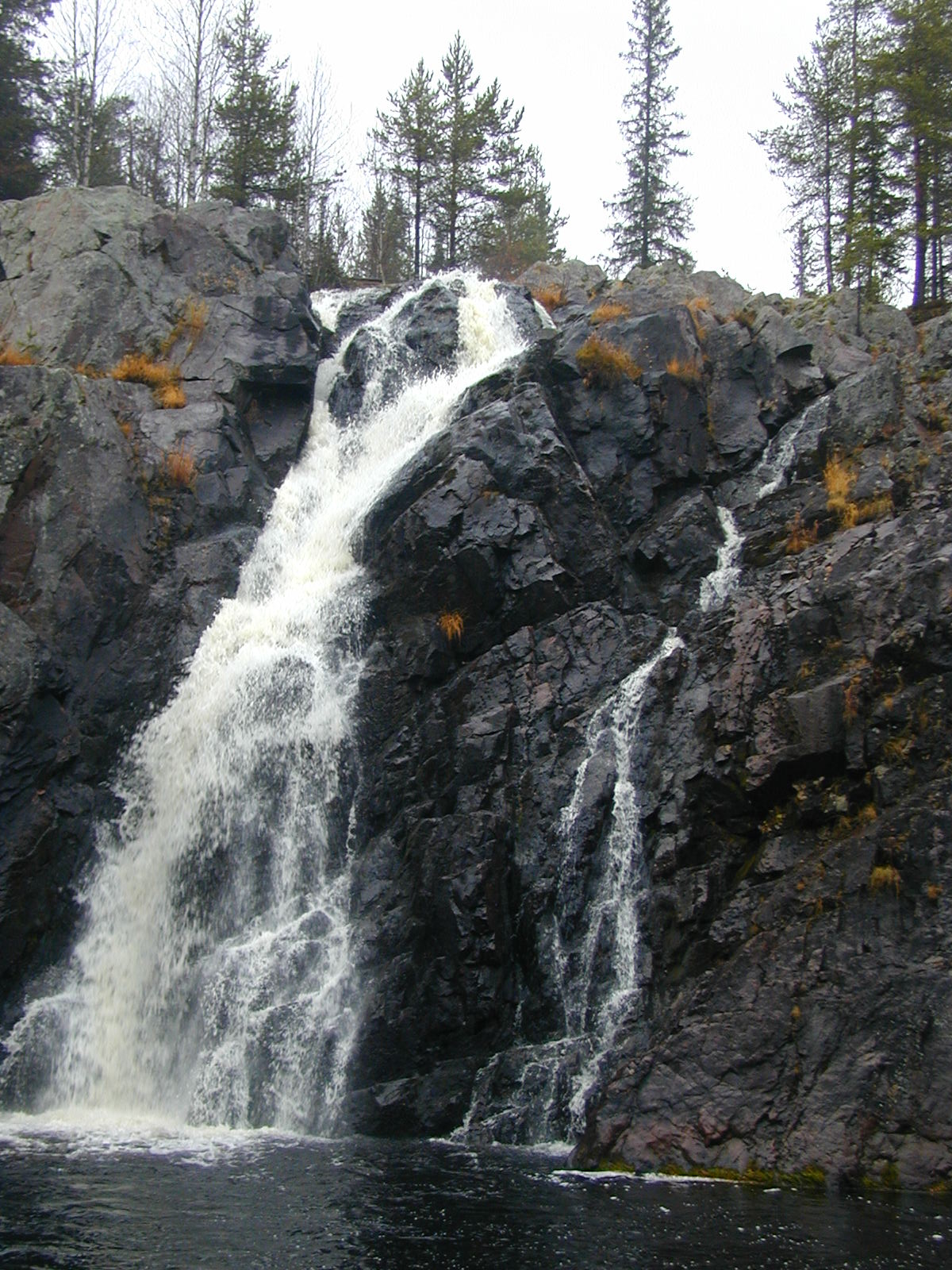
A Hepoköngäs-vízesés a Puolanka-vidéken
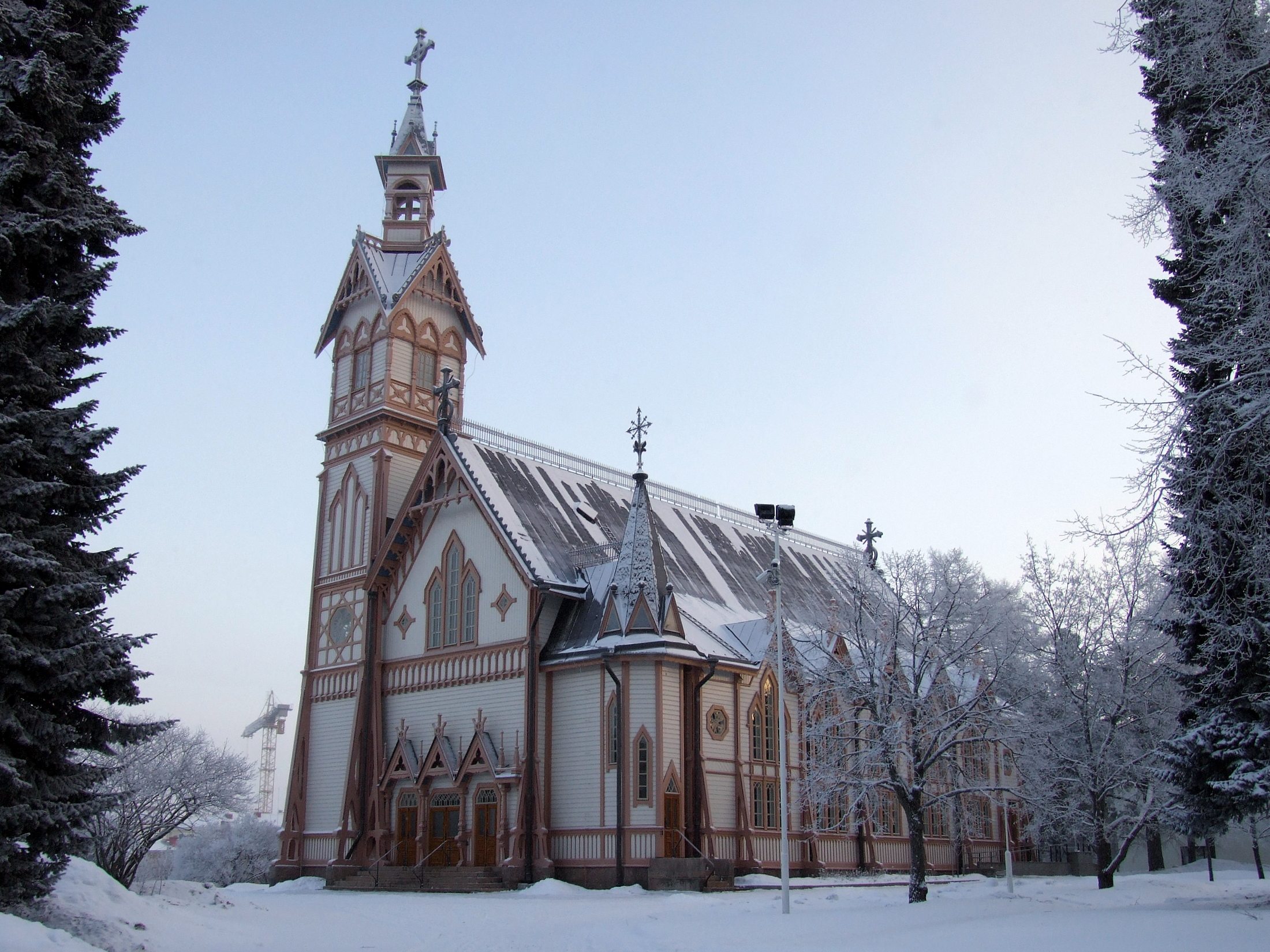
Kajaani temploma
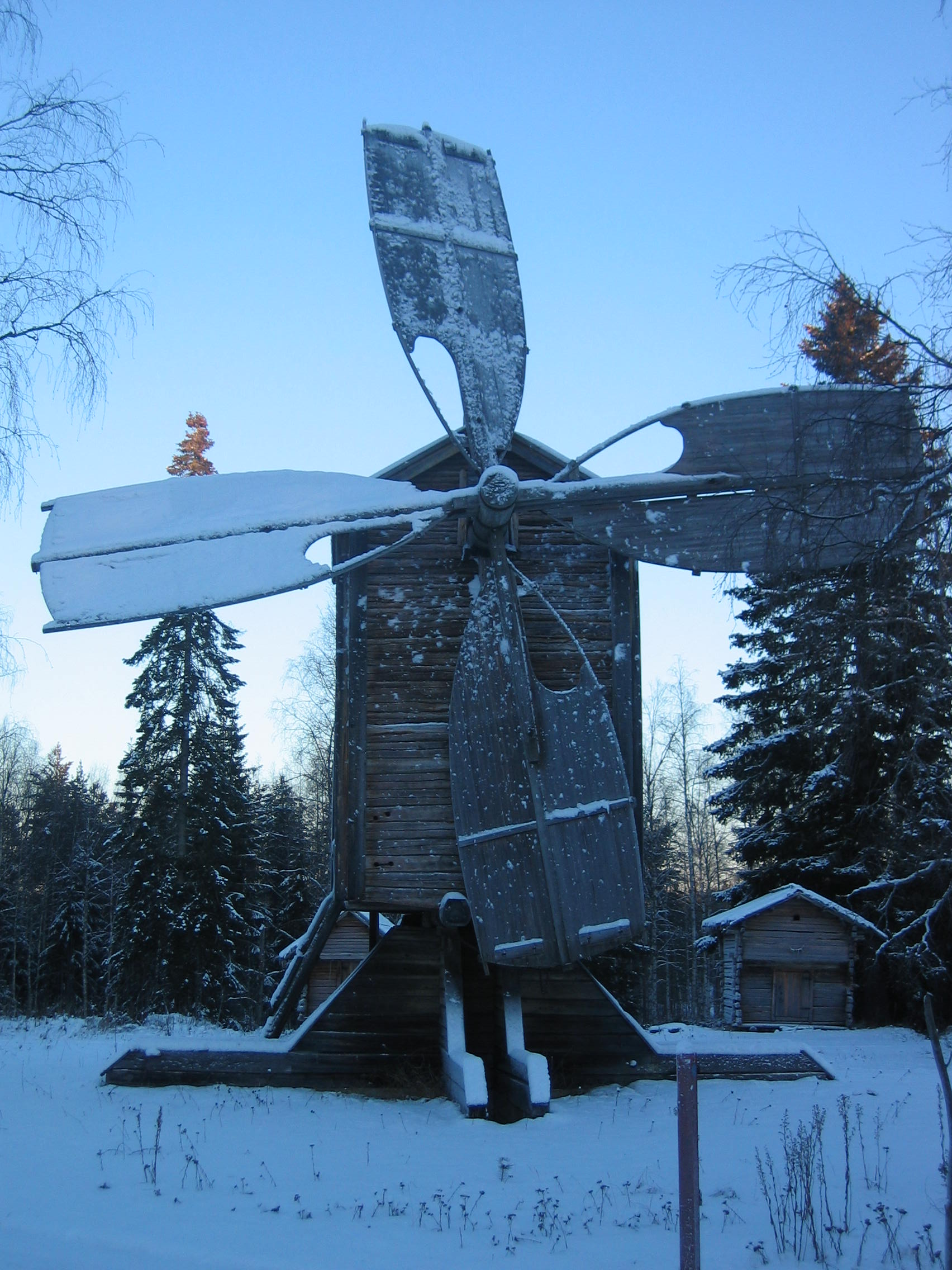
Egy régi szélmalom az Oulujoki-folyón Vaala mellett
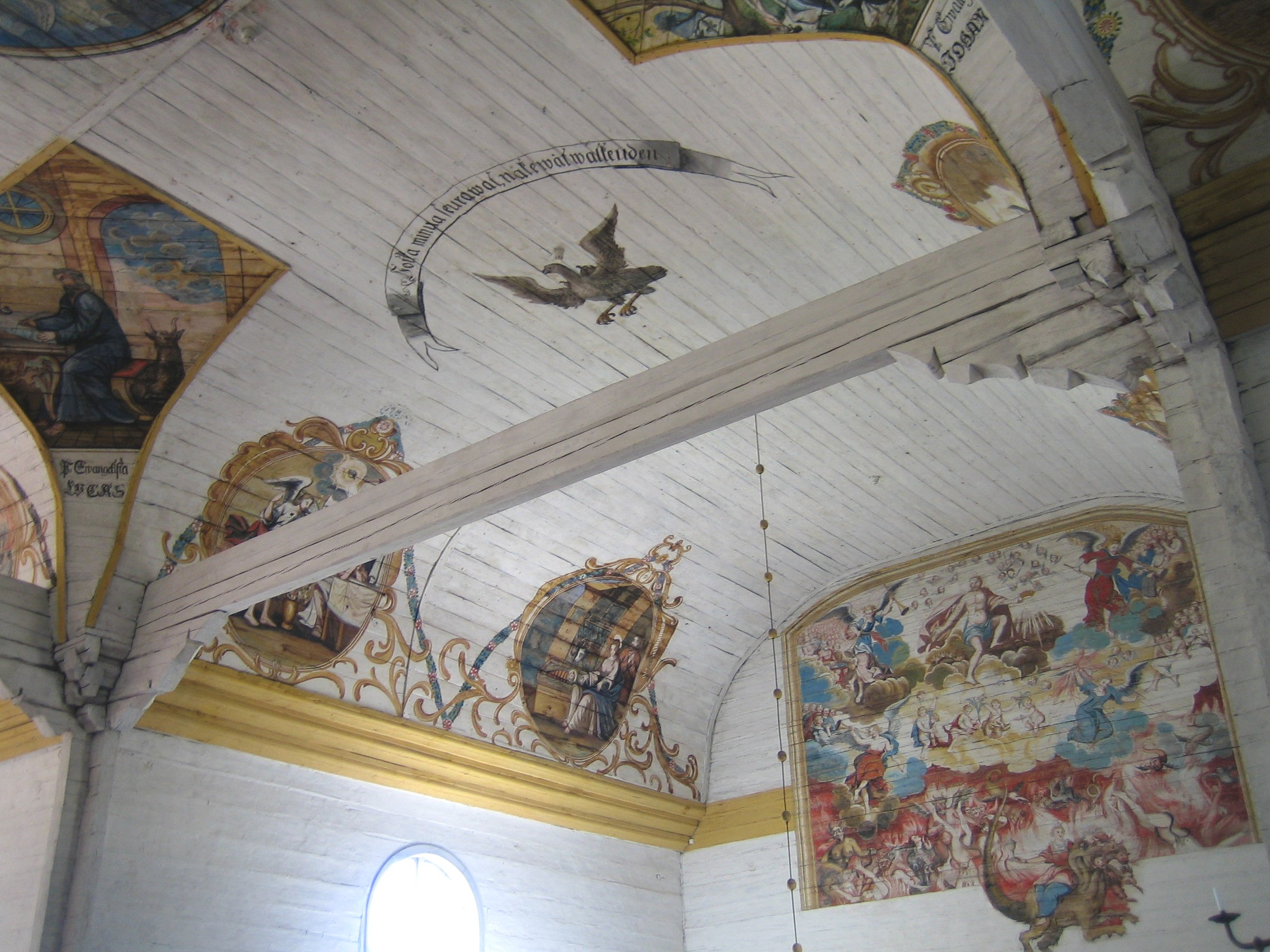
A Paltaniemiben található fatemplom festményei, Kajaani
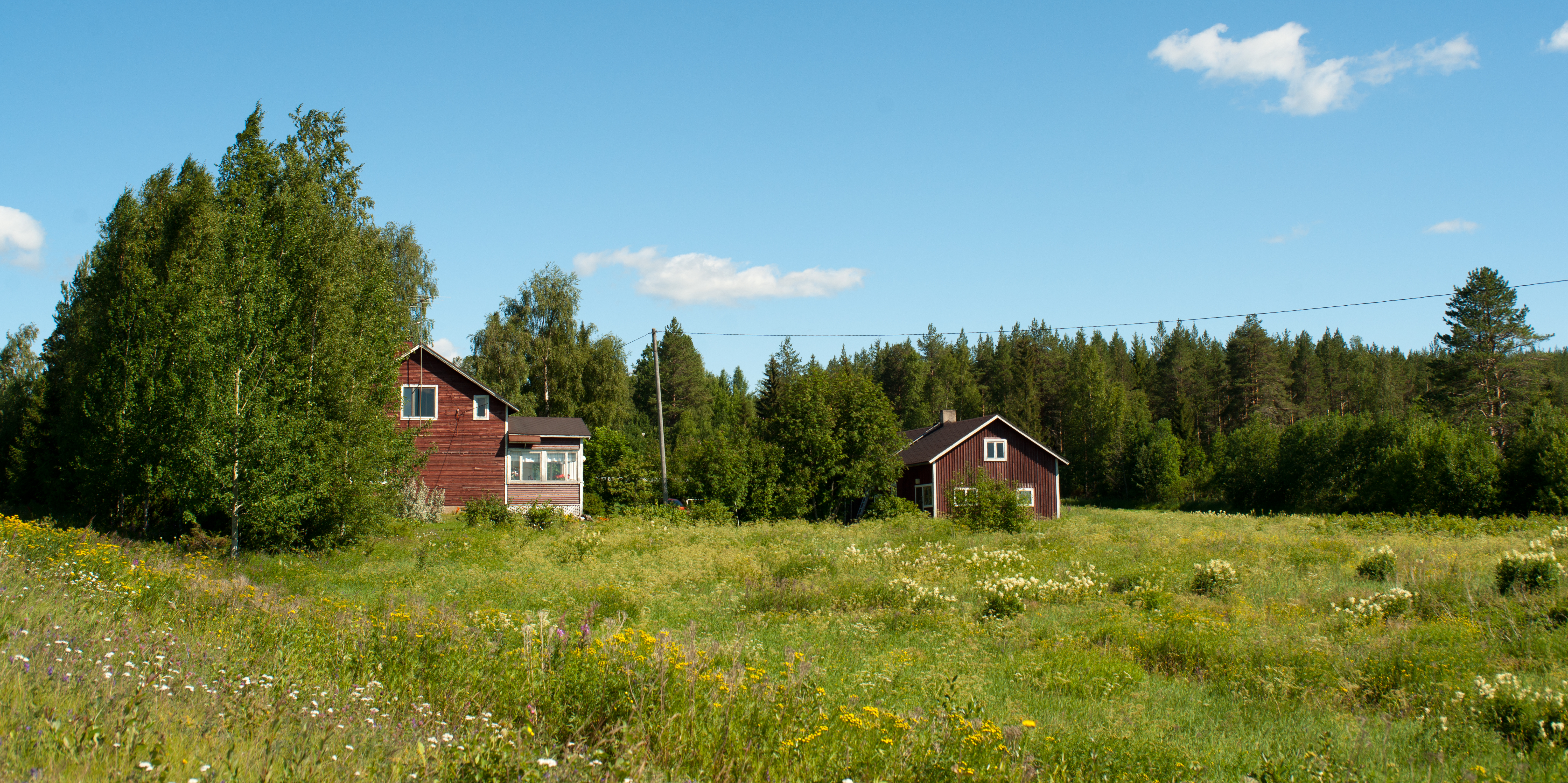
A Puolanka-vidék látképe
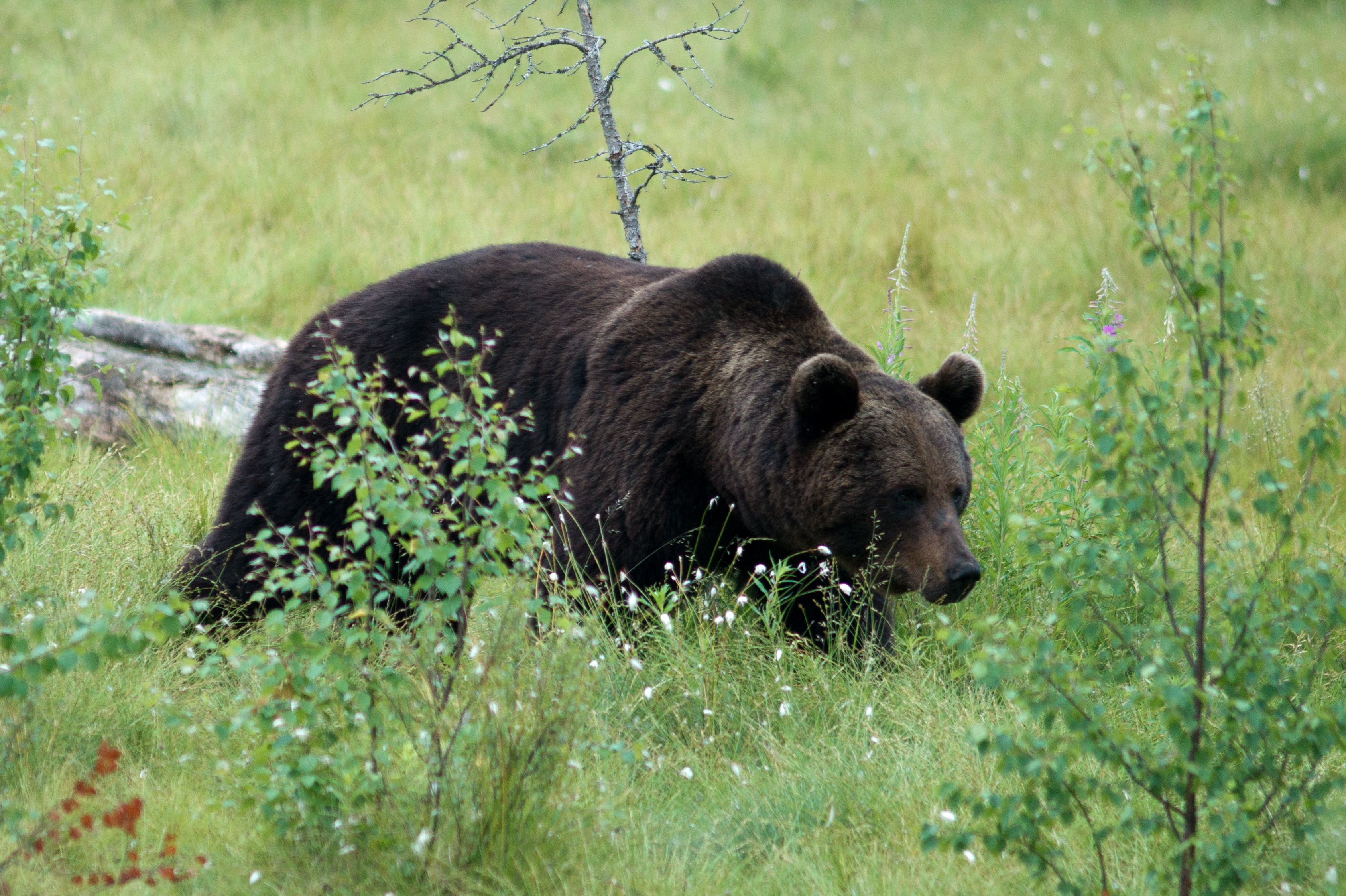
Egy barnamedve Kuhmoban
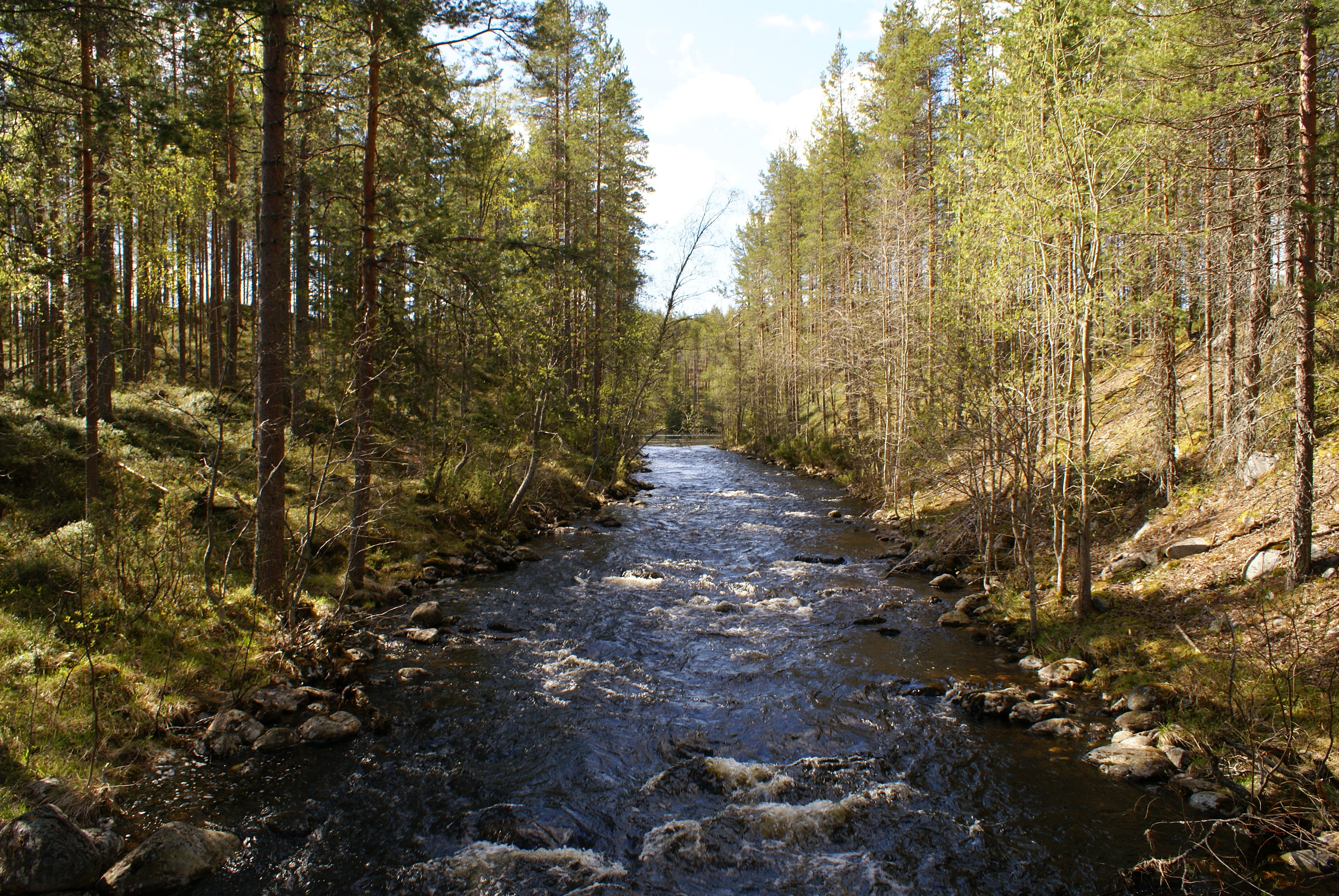
A Housivirta-patak Suomussalmiban
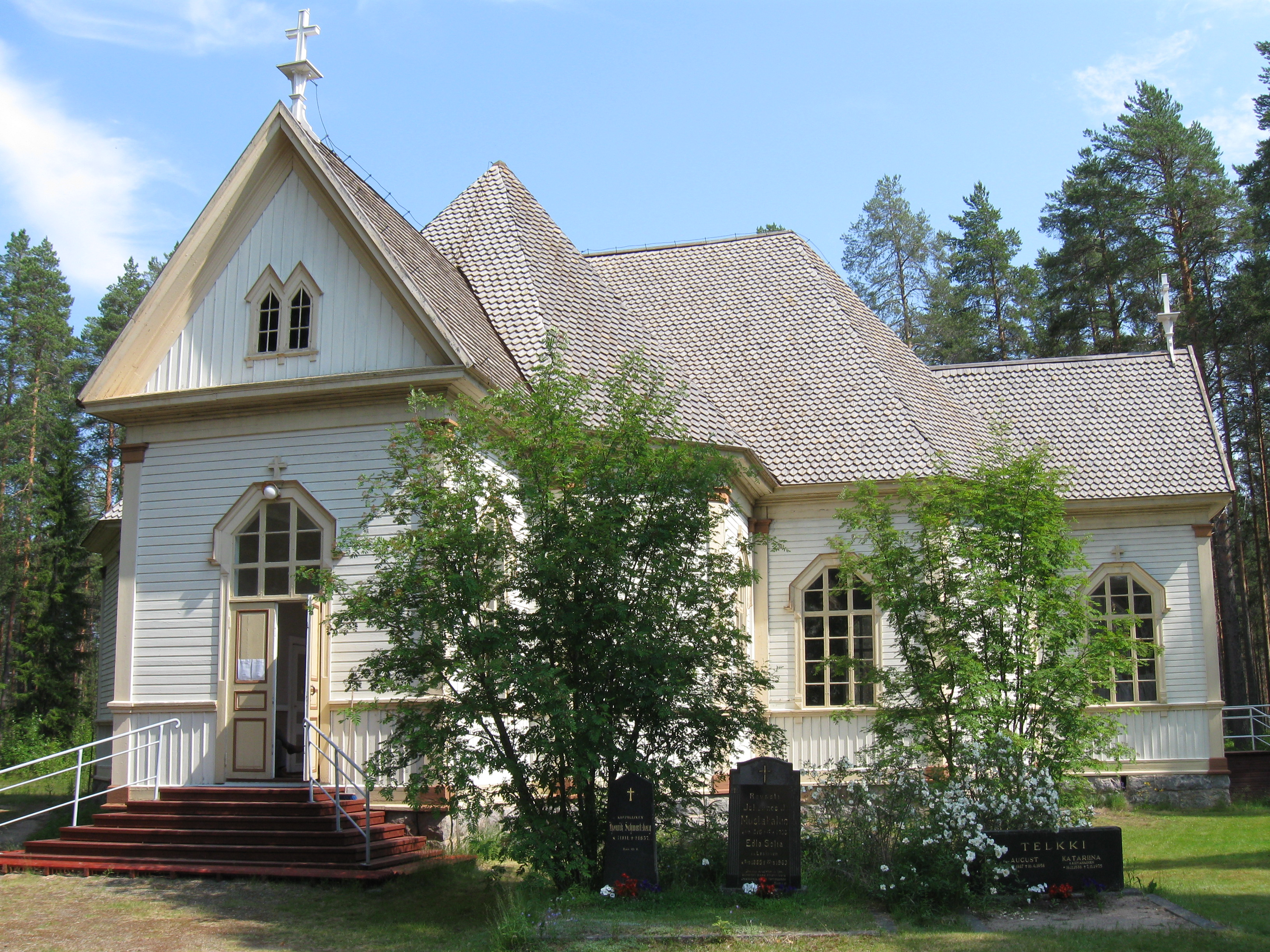
Säräisniemi-templom, Vaala
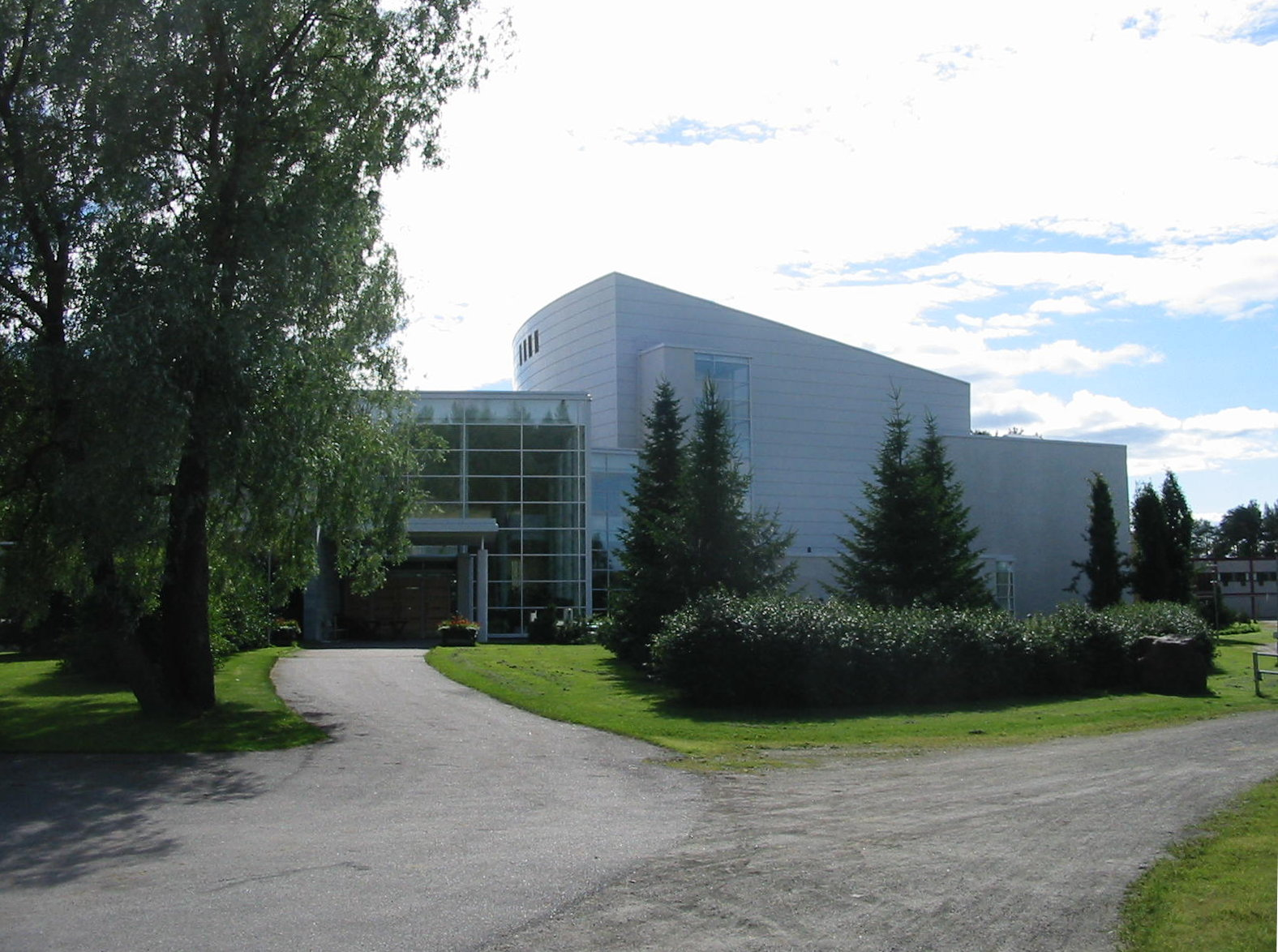
Kuhmo Művészeti központ
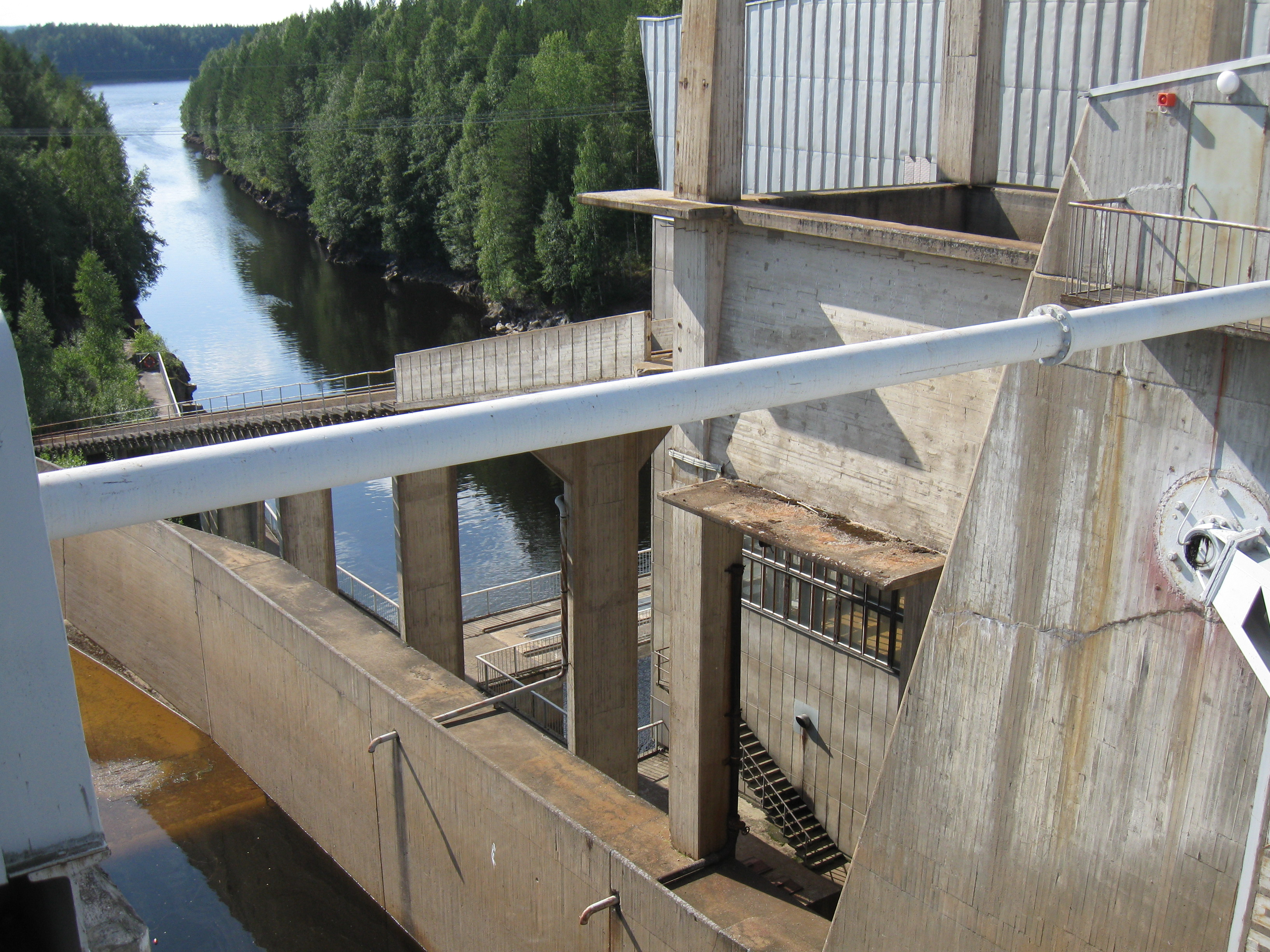
Nuojua vízerőmű az Oulujoki-folyón, Vaala
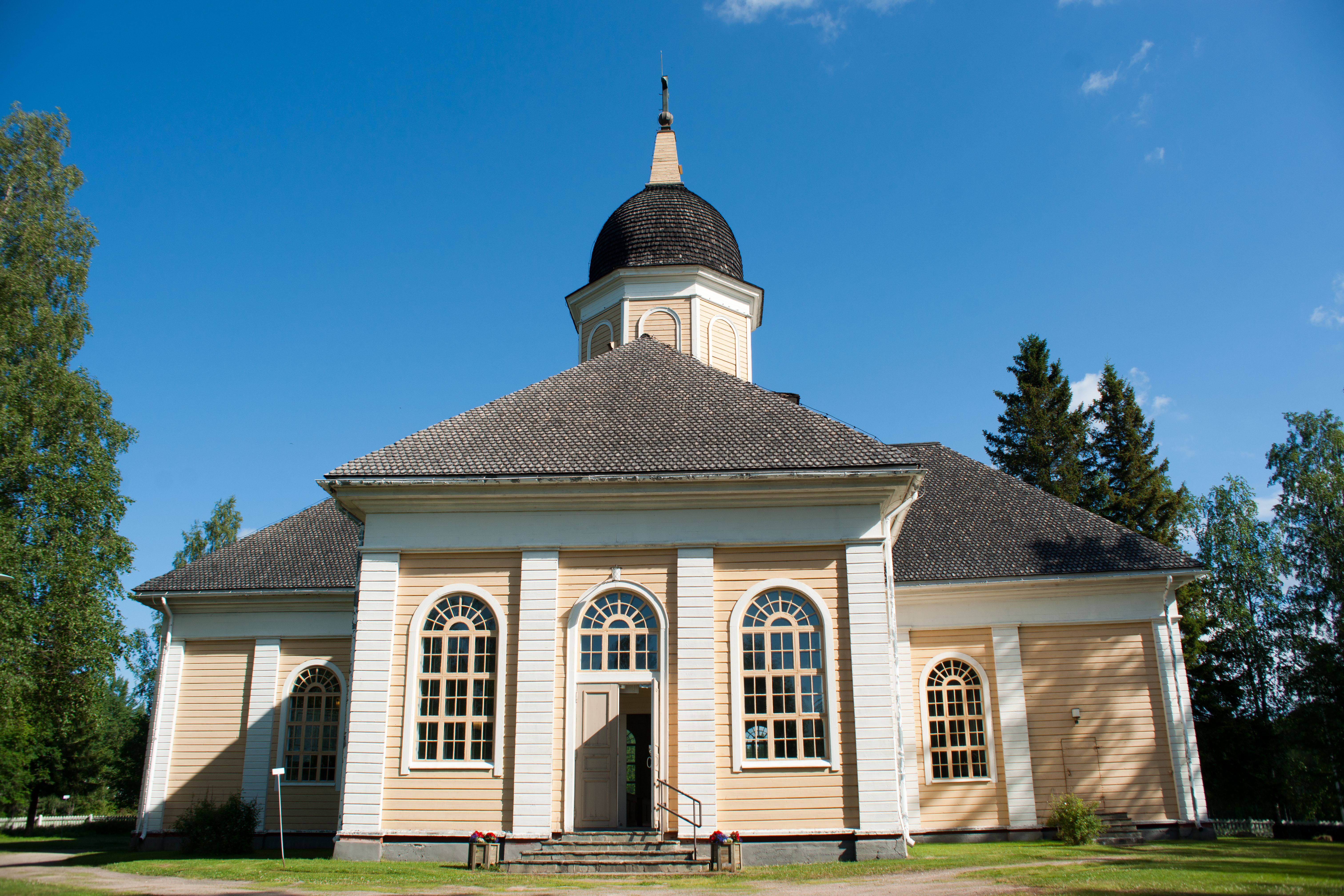
Hyrynsalmi-temploma
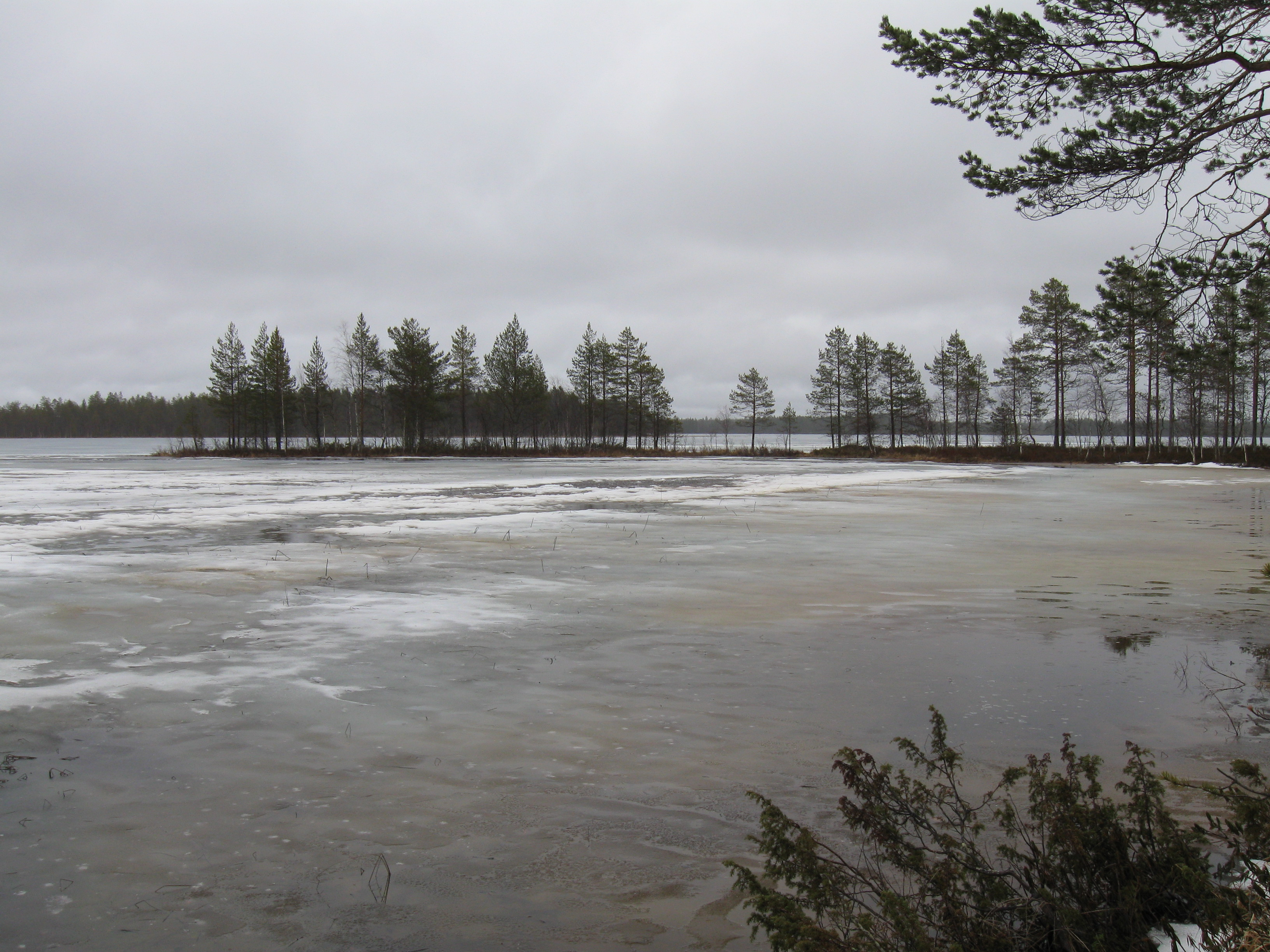
Egy mocsaras tó a Puolanka vidéken
Tar hajók Paltamo címerében

## Fordítás
Ez a szócikk részben vagy egészben  a   Kainuu című angol Wikipédia-szócikk ezen változatának fordításán alapul.  Az eredeti cikk szerkesztőit annak laptörténete sorolja fel. Ez a jelzés csupán a megfogalmazás eredetét és a szerzői jogokat jelzi, nem szolgál a cikkben szereplő információk forrásmegjelöléseként.